# Canadian Oil Sands
Canadian Oil Sands Trust war ein kanadisches Unternehmen in der Rechtsform der Investment Company with Variable Capital mit Firmensitz in Calgary.
Canadian Oil Sands Trust erzielte einen Großteil seines Umsatzes durch die Beteiligung am kanadischen Joint Venture Syncrude. Syncrude gewinnt synthetisches Rohöl aus den Athabasca-Ölsanden in der kanadischen Provinz Alberta. 2010 kontrollierte Canadian Oil Sands 36,74 Prozent der Anteile von Syncrude.
Das Unternehmen war im Aktienindex S&P/TSX 60 gelistet.

## Geschichte
Im März 2016 wurde das Unternehmen von Suncor Energy für 4,9 Milliarden kanadische Dollar übernommen.